# Trypethelium eluteriae
Trypethelium eluteriae är en lavart som beskrevs av Spreng. Trypethelium eluteriae ingår i släktet Trypethelium och familjen Trypetheliaceae.   Inga underarter finns listade i Catalogue of Life.